# Das steinerne Floß
Das steinerne Floß (portugiesischer Originaltitel: A Jangada de Pedra) ist ein Roman aus dem Jahr 1986 von José Saramago, in welchen sich die iberische Halbinsel vom Rest Europas trennt. Das Werk wurde in mehr als zwanzig Sprachen übersetzt und unter seinem Originaltitel im Jahr 2002 von George Sluizer für das Kino verfilmt.
Die geografische Trennung ist eine Anspielung Saramagos auf die europäische Integration, bei der aus seiner Sicht die iberischen Länder außen vor bleiben und sich kulturell, sozial oder ökonomisch nicht mit dem Rest des Kontinents identifizieren.
Dem einschneidenden Ereignis, für das sich keine wissenschaftliche Erklärung findet, gehen vier andere übernatürliche voraus, die diejenigen Personen, die von ihnen betroffen sind, zusammenführen. Joana Carda, Joaquim Sassa, José Anaiço und Maria Guavaira, Pedro Orce und ein Hund begeben sich auf eine lange Reise auf der Suche nach etwas, was ihre Seelen beruhige, da sie sich für das Vorgefallene schuldig fühlen.